# Aria ×leptophylla
Espèce
Synonymes
- Pyrus ×leptophylla (E.F.Warb.) M.F.Fay & Christenh.[2]
- Sorbus ×leptophylla E.F.Warb. (basionyme)[2]

Statut de conservation UICN

 EN D : En danger
 Sorbus leptophylla 
Aria ×leptophylla est une espèce de plantes à fleurs du genre Aria de la famille des Rosaceae.